# Michele Marieschi

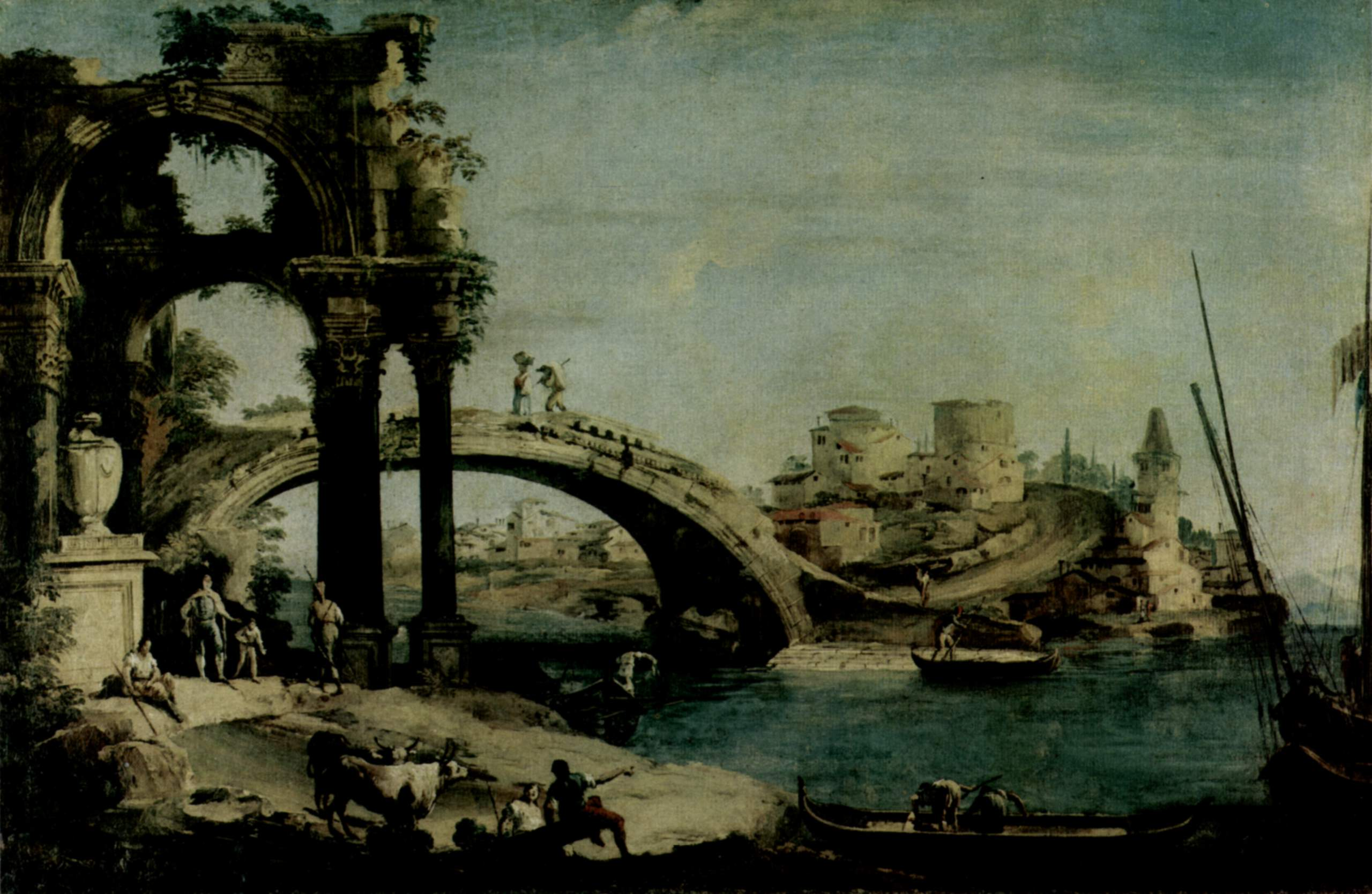
Michele Marieschi, Pejzaż fantastyczny (ok. 1740), Gallerie dell’Accademia

Michele Marieschi (ur. 1710 w Wenecji, zm. 1743 tamże) – włoski malarz, wedutysta wenecki.
Był synem introligatora. Malarstwem zaczął się interesować za sprawą dziadka Antonia Meneghiniego. Ok. 1735 prawdopodobnie przebywał w Niemczech. W 1736 zostaje przyjęty do cechu malarzy. W latach 1735–1740 wykonał serię 12 płócien na zlecenie jednego ze swoich mecenasów - feldmarszałka von Schulenburga. W 1737 ożenił się z Angelą, córką Domenica Fontany, właściciela pracowni obrazów na Campo San Luca, gdzie wkrótce przeniósł się z rodziną. W 1741 roku publikuje tekę 16 rycin zatytułowaną Magnificentiores Urbis Venetiarum Prospectus. Umiera niespodziewanie w 1743.
Jego styl charakteryzują scenograficzna organizacja przestrzeni, dynamika kompozycji, impastowe kładzenie farb i wyraźnie zaznaczony światłocień. W jego wedutach, podobnie jak u Canaletta, widoczne są charakterystyczne przekłamania perspektywiczne.

## Dzieła

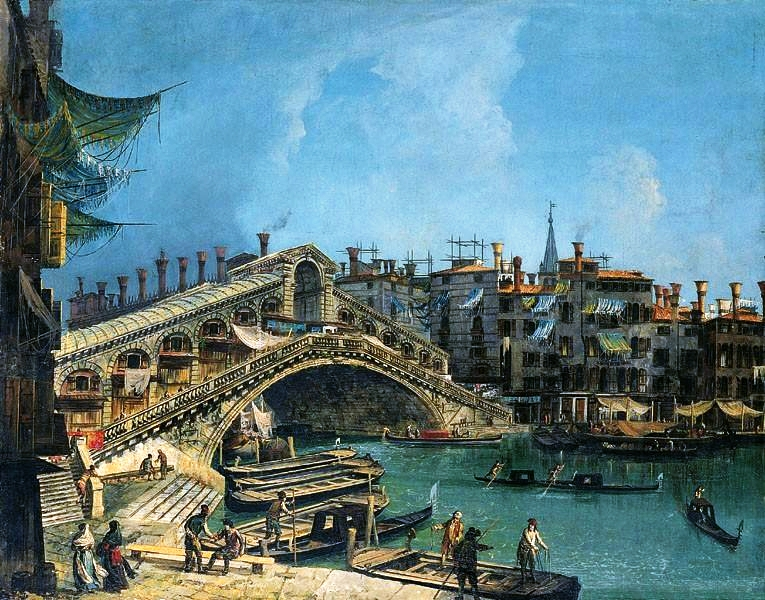
Michele Marieschi, Ponte Rialto w Wenecji (1735), Muzeum Narodowe w Warszawie

- Canale Grande w okolicy Cannaregio (1738-40) – Berlin, Gemäldegalerie
- Canale Grande pod Ca' Rezzonico od strony Campo San Samuele (1738-40) – Berlin, Gemäldegalerie
- Capriccio z klasycznym łukiem i kozami (ok. 1740) – Wenecja, Gallerie dell’Accademia
- Capriccio z widokiem na miasteczko nad brzegiem rzeki (ok. 1740) – Londyn, National Gallery
- Most Rialto z wybrzeżem del Ferro (1735-37) – St. Petersburg, Ermitaż
- Piazzetta dei Leoncini (1735-36) – Budapeszt, Muzeum Sztuk Pięknych
- Kościół Santa Maria della Salute (ok. 1740) – Madryt, Muzeum Thyssen-Bornemisza
- Wewnętrzne schody renesansowego pałacu (ok. 1740) – Sztokholm, Nationalmuseum

### wMuzeum Narodowym w Warszawie
- Architektura fantastyczna z dziedzińcem pałacu
- Architektura fantastyczna z dziedzińcem więzienia
- Pałac Dożów w Wenecji
- Pejzaż a antycznym łukiem
- Pejzaż z wiejskimi chatami
- Ponte Rialto w Wenecji